# Carex festucacea
Carex festucacea là một loài thực vật có hoa trong họ Cói. Loài này được Schkuhr ex Willd. mô tả khoa học đầu tiên năm 1805.